# Luciano Raveggi
Luciano Raveggi (Orbetello, 13 dicembre 1837 – Siena, 29 aprile 1899) è stato un patriota italiano.

## Biografia
Figlio di Luigi, originario di Siena, e di Francesca Solimeno, di Orbetello, erano titolari di un panificio nella città lagunare maremmana.
Nel 1859 a Livorno si arruolò nell'esercito piemontese e partecipò alla battaglia di San Martino nell'ambito della seconda guerra d'indipendenza italiana. L'anno dopo, quando i Mille guidati da Giuseppe Garibaldi fecero sosta a Talamone e a Porto Santo Stefano, aiutò a trovare le vettovaglie e s'imbarcò assieme al senese Crespino Cavallini.. Prese parte a tutti i combattimenti siciliani: Marsala, Calatafimi, Palermo, Milazzo per cui fu nominato sottotenente.
Per l'amico Crespino Cavallini (1834-1860), caduto nella battaglia di Palermo, cercò in ogni modo che gli venisse tributato un riconoscimento.
Ottenuto un vitalizio di 1 000 lire annue, nel 1865 Raveggi si trasferì a Siena presso la sorella Ifigenia e fu nominato accademico dei Rozzi. Con lo scoppio della terza guerra d'indipendenza italiana nel giugno del 1866, Raveggi si arruolò nuovamente con i Cacciatori delle Alpi partecipando alla battaglia di Bezzecca e Garibaldi lo nominò prima tenente e poi capitano. Rientrato a Siena, accolse il generale Giuseppe Garibaldi nella sua visita senese l'anno dopo alla cena data in suo onore presso l'Accademia dei Rozzi.
Ancora nel 1867 Raveggi prese parte alla campagna romana con il battaglione dei Cacciatori del Tevere col grado di maggiore ma, dopo la sconfitta nella battaglia di Mentana, tornò di nuovo a Siena, alternando brevi soggiorni a Orbetello. Andò ad abitare presso il nipote Luigi Bordoni in via di Città.

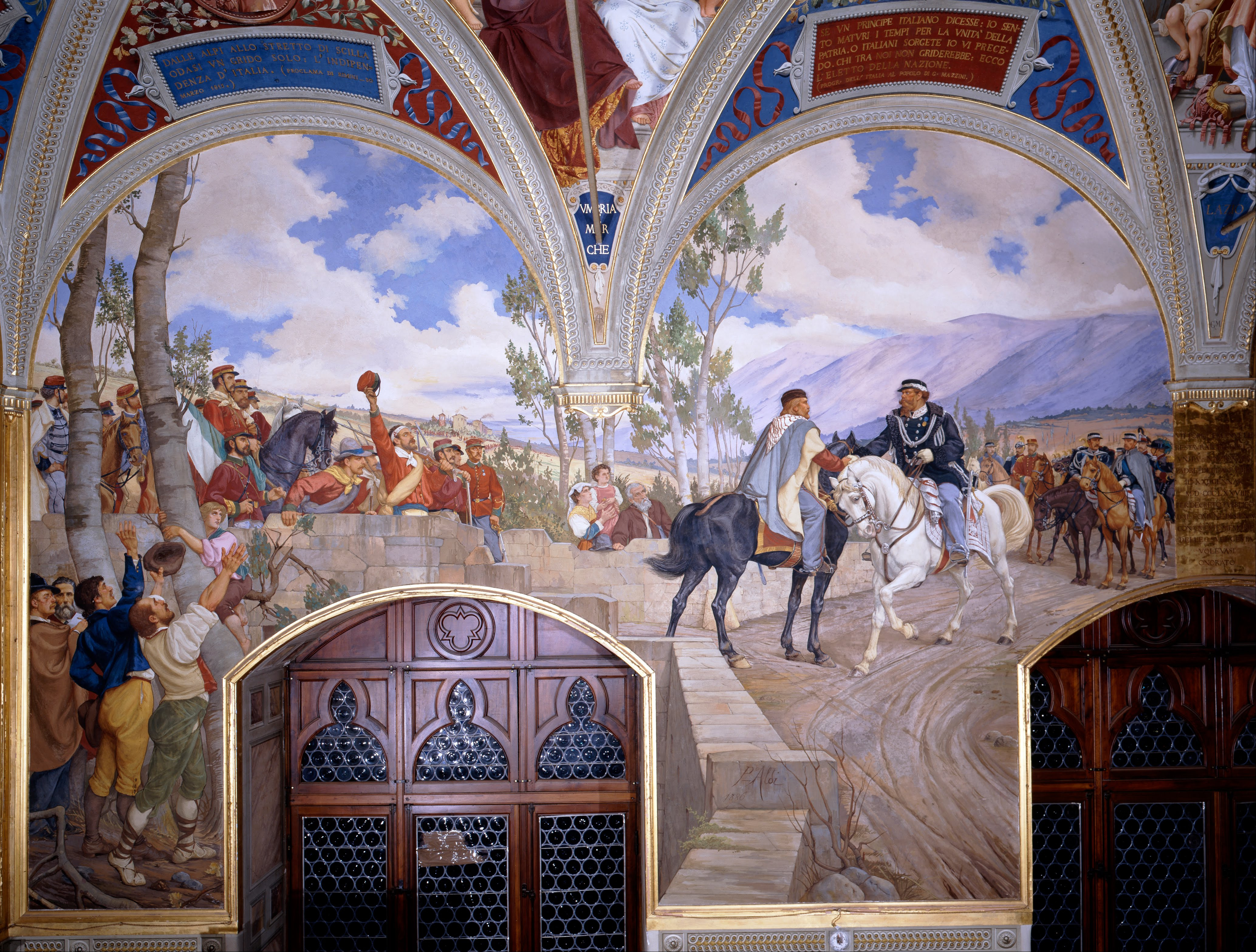
Affresco di Pietro Aldi nella Sala del Risorgimento a Siena. Tra i primi garibaldini a sinistra, di profilo con i baffi, è raffigurato Luciano Raveggi

In vita ebbe vari riconoscimenti pubblici e fu piuttosto noto a Siena, tanto che il pittore Pietro Aldi, affrescando la Sala del Risorgimento nel Palazzo Pubblico di Siena, nell'incontro a Teano tra il re Vittorio Emanuele II e Garibaldi, tra i garibaldini raffigurò anche Raveggi, che peraltro ebbe modo di conoscere il pittore forse nel 1879.
Raveggi morì di polmonite nel 1899 e fu sepolto a Siena nel cimitero della Misericordia.
A suo nome è stato intestato l'Istituto tecnico-economico ad Albinia e una via a Fonteblanda, nel comune di Orbetello.

## Onorificenze
- 1860 – Medaglia al Valor Militare
- 1895 – Cavaliere della Corona d'Italia

## Documentazione
Le carte di Luciano Raveggi sono state donate al Comune di Siena nel 1932 da Luigi Bordoni e dal figlio di Raveggi, conservate presso l'Archivio storico comunale, mentre la divisa fu donata nel 1939 e negli anni duemila restaurata ed esposta presso la Sala del Risorgimento del Palazzo Pubblico di Siena.